# Lizbeth von Barnekow
Lizbeth von Barnekow er en dansk tidligere badmintonspiller.